# Чикін Олександр Андрійович
Олександр Андрійович Чикін (27 вересня 1865, Харків — 25 липня 1924, Ленінград) — російський оптик, художник, мандрівник і громадський діяч.

## Біографія
Народився в родині багатого курського купця. У 1885 поступив і в 1887 закінчив Академію мистецтв у Санкт-Петербурзі. У 1888 брав участь в експедиції в Центральну Африку, відвідав Танганьїку і острів Занзібар. Спільна з Павлом Щербовим вони стали першими російськими мандрівниками, які здійснили сходження на найвищу точку Африки гору Кіліманджаро. Зробив велику кількість подорожніх замальовок, серед яких не тільки природні африканські ландшафти, але і багато жанрових сцен з життя корінного населення. Згодом мандрував по Палестині, Ірану та багатьом європейським країнам. Повернувшись до Росії, працював в області книжкової графіки, з 1899 по 1918 співпрацював з друкарнею Р. Р. Голике в Санкт-Петербурзі, виконуючи замовлень на рекламні плакати для різних видовищних заходів, гулянь і театральних вистав.
З 1898 захопився астрономією і виготовленням телескопів; самостійно опанувавши тонкощі техніки шліфування та полірування дзеркал, в 1911 виготовив параболічне дзеркало для телескопа. У 1915 опублікував книгу «Відбивні телескопи. Виготовлення рефлекторів доступними для любителів засобами», яка незабаром стала настільною для багатьох астрономів — як аматорів, так і професіоналів. Носив неформальний титул «батька аматорського телескопобудування» в СРСР.
У 1909 був одним із засновників і співавтором гімну Російського товариства любителів світознавства, в 1912—1924 був товаришем голови ради цього товариства. Опублікував багато статей з астрономії та оптики в журналах «Природа и люди», «Вестник знания», «Мироведение», зробив видання серії книг, що популяризують технічну творчість в області аматорської астрономії та оптики, які витримали велику кількість перевидань в 1920-1930-х роках. З 1919 до кінця життя працював в Державному оптичному інституті в Ленінграді, де створив школу фахівців в області астрономічної оптики. Власноруч виготовил низку «першокласних», за словами О. І. Тудоровського, параболічних дзеркал. Під його керівництвом освоювали тонкощі виготовлення оптичних деталей Д. Д. Максутов, М. Г. Пономарьов.
Похований на Смоленському кладовищі в Санкт-Петербурзі.

## Публікації
- Изготовление зеркала для отражательного телескопа, «Известия Русского астрономического общества», 1912, вып. 17, № 8—9
- Чикин А. А. Отражательные телескопы. Изготовление рефлекторов доступными для любителей средствами. — Санкт-Петербург: Русское общество любителей мироздания, 1915
- Чикин А. А. Подвижная карта звёздного неба. — Петроград: Артистическое заведение товарищества А. Ф. Маркс, 1919
- Чикин А. А. Метеорологическая станция любителя. — Петроград: Артистическое заведение товарищества А. Ф. Маркс, 1919
- Чикин А. А. Астрономическая труба из очковых стёкол. — М., 1924
- Чикин А. А. Самодельный витаскоп и водяной микроскоп. — Л., 1924
- Чикин А. А. Водяной двигатель домашнего изготовления. — Л., 1925